# مطبخ (أسلوب)
| link = | هذه المقالة يمكن توسيعها اعتمادا على الترجمة في ويكيبيديا الإنجليزية. اضغط [هنا] للتعليمات. - تُعدُّ الترجمةُ الآليةُ من كوكل بمثابةِ نقطةِ انطلاقٍ مُفيدةٍ للترجمات، ولكن يَجبُ على المُترجمينَ مُراجعةُ الأخطاءِ الّتي قد تُصاحبُ الترجمةَ حسبَ الضرورة، والتأكيد على دقةِ الترجمة، بدلاً من مجردِ نسخِ النصِّ المُترجمِ آلياً إلى ويكيبيديا. - لا تُترجمِ النصَّ الذي يبدو غيرَ موثوقٍ أو مُنخفضَ الجودة. تَحقِّقْ من النص بالتأكدِ من المَراجعِ الواردةِ في المقالةِ باللغةِ الأجنبية «إذا كان ذلك مُمكناً». - يجب إضافة قالب {{صفحة مترجمة}} بعد الترجمة إلى صفحة نقاش المقالة لضمان الامتثال لحقوق النشر. - لمزيد من الإرشاد، انظر ويكيبيديا:ترجمة مقالات إلى العربية. |

أسلوب الطبخ (بالإنجليزية: Cuisine) هي مجموعة محددة من الطبخ والتقاليد والممارسات، التي غالبا ما ترتبط بثقافة محددة. كما يمكن أن تمارس القوانين الدينية تأثيرًا قويًا على المطبخ. في المقام الأول تتأثر في المطبخ المكونات التي تكون متاحة محليًا أو عن طريق التجارة.

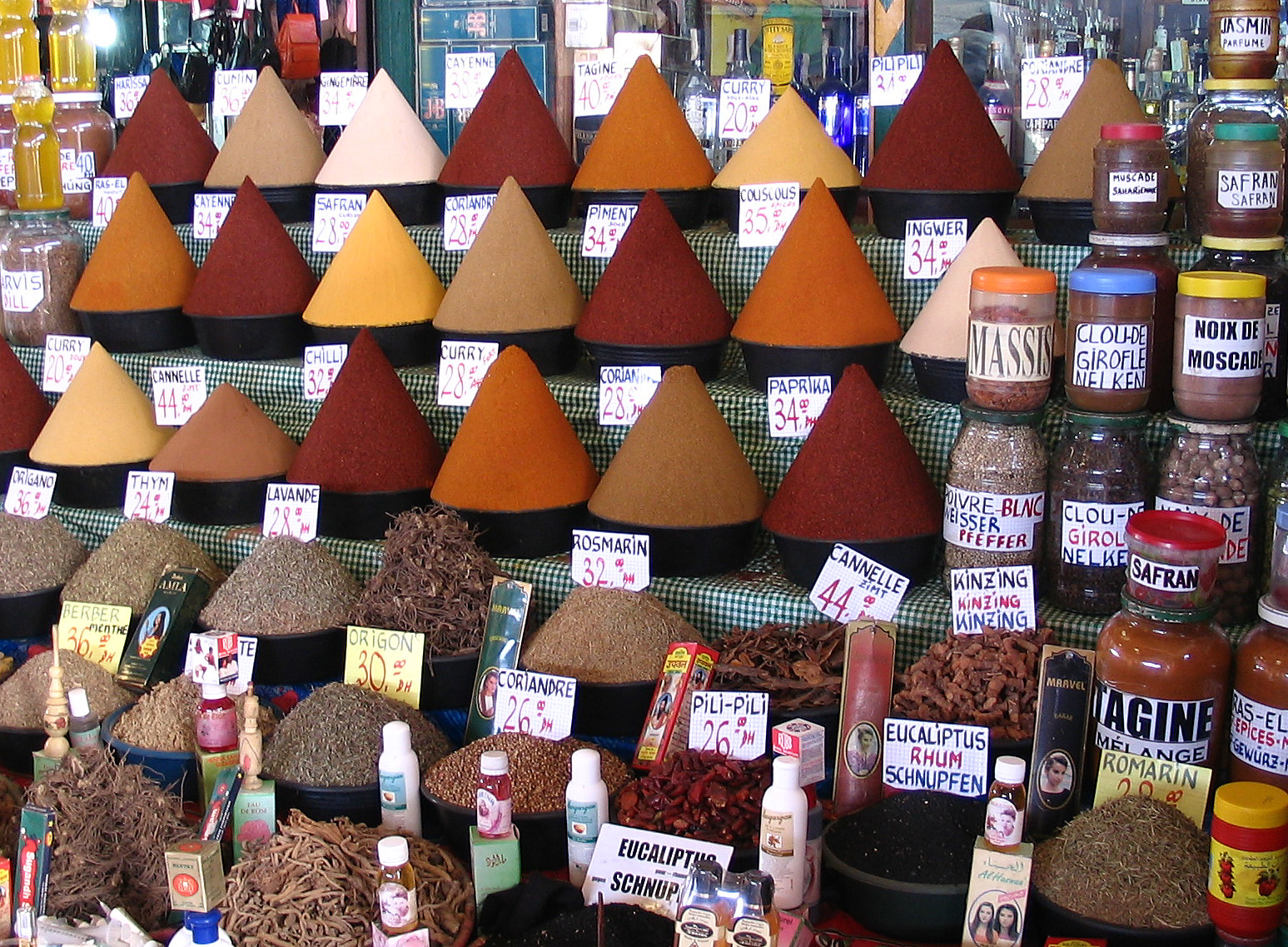
توابل (المغرب)

القرن الماضي أنتج تحسينات هائلة في إنتاج الاغذية، حفظ والتخزين والشحن. اليوم، تقريبا، في كل موقع في العالم يمكن الوصول إلى المطبخ التقليدي أو مطابخ العالم الأخرى. المطابخ متطورة باستمرار، كما ترتفع بعض الجماليات وتقع في شعبيته في الأوساط المهنية والزبائن.
في القديم المطبخ الهندي انتشر نفوذه إلى جنوب آسيا والشرق الأقصى، حاليا تقنيات الطبخ الفرنسي كان لها تأثيرها الفاعل في المطابخ الغربية كلها تقريبًا.
المطبخ هو أسلوب طهي يتميز بمكونات وتقنيات وأطباق مميزة، وعادة ما يرتبط بثقافة معينة أو منطقة جغرافية معينة. غالبًا ما تتحد تقاليد وعادات ومكونات إعداد الطعام الإقليمية لتكوين أطباق فريدة لمنطقة معينة.
يتأثر المطبخ بشكل أساسي بالمكونات المتوفرة محليًا أو من خلال التجارة، ويمكن حتى تحويلها إلى مكونات مميزة عندما تصبح شائعة داخل منطقة ما، على سبيل المثال الأرز الياباني في المطبخ الياباني ونيو مكسيكو شيلي في المطبخ المكسيكي الجديد.
يمكن لقوانين الطعام الدينية أيضًا أن تمارس تأثيرًا قويًا على المطبخ، مثل الهندوسية في المطبخ الهندي، والسيخية في المطبخ البنجابي، والبوذية في مطبخ شرق آسيا، والمسيحية في المطبخ الأوروبي، والإسلام في مطبخ الشرق الأوسط، واليهودية في المطبخ اليهودي والمطبخ الإسرائيلي.

## العوامل التي تؤثر على المطبخ

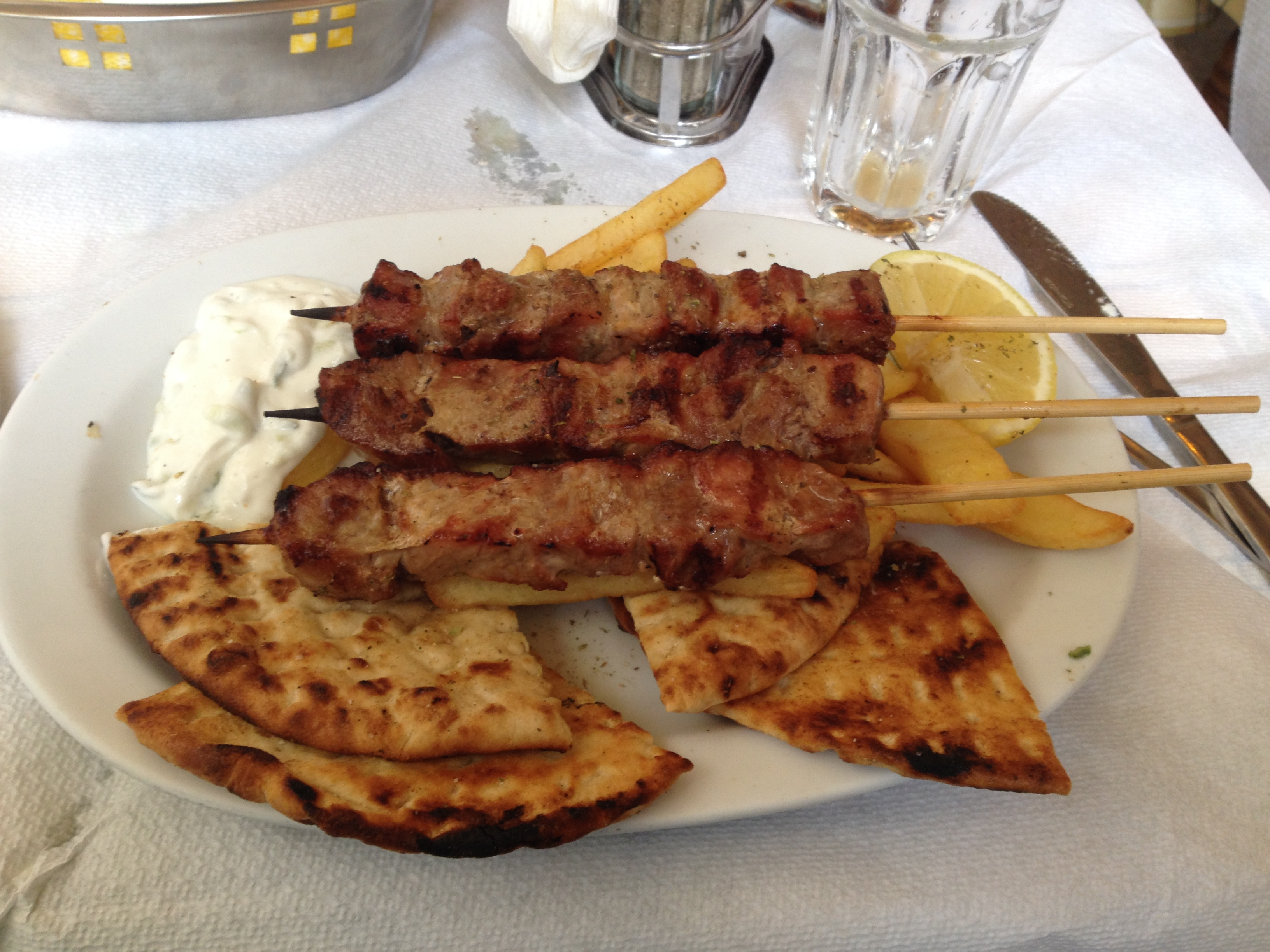
سوفلاكي عينة من المطبخ اليوناني

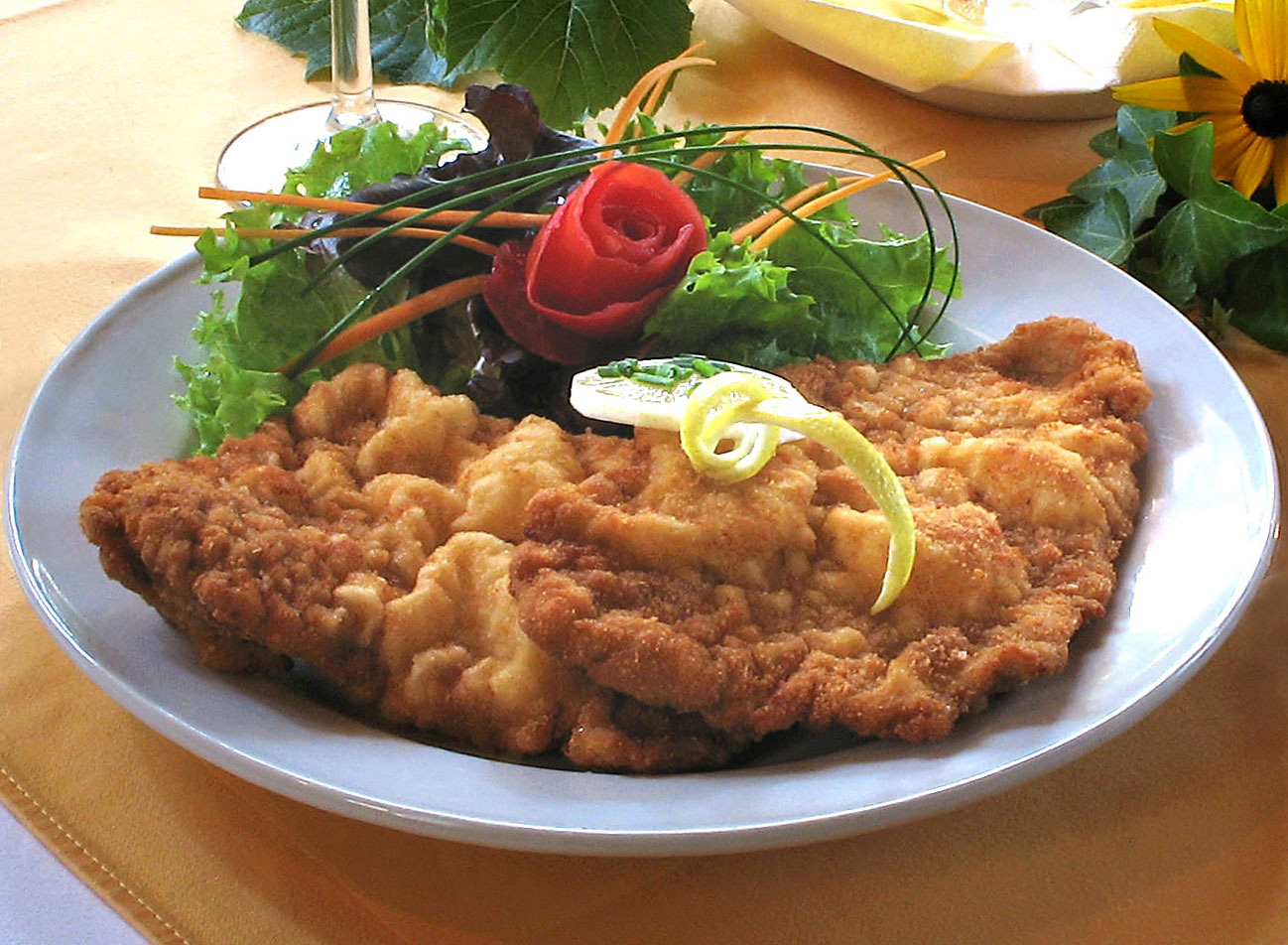
مثال على مطبخ أوروبا الوسطى ، Wiener Schnitzel. يتم تحضيره من مكونات إقليمية ووفقًا لأسلوب الطبخ المحلي.

تشمل بعض العوامل التي لها تأثير على مطبخ المنطقة مناخ المنطقة، والتجارة بين مختلف البلدان، والقوانين الدينية أو قوانين الصيف ، وتبادل ثقافة الطهي. على سبيل المثال، قد يعتمد النظام الغذائي المداري بشكل أكبر على الفواكه والخضروات، في حين أن النظام الغذائي القطبي قد يعتمد أكثر على اللحوم والأسماك.
يحدد مناخ المنطقة، إلى حد كبير، الأطعمة المحلية المتوفرة. بالإضافة إلى ذلك، يؤثر المناخ على حفظ الطعام. على سبيل المثال، ظلت الأطعمة المحفوظة للاستهلاك الشتوي عن طريق التدخين والمعالجة والتخليل مهمة في مطابخ العالم لخصائصها الذوقية المتغيرة.
تؤثر التجارة بين البلدان المختلفة أيضًا إلى حد كبير على مطبخ المنطقة. بالعودة إلى تجارة التوابل القديمة ، كانت التوابل مثل القرفة والكاسيا والهيل والزنجبيل والكركم عناصر مهمة للتجارة في التطور المبكر للتجارة، وكانت الهند سوقًا عالميًا لذلك. وجدت القرفة والكاسيا طريقهما إلى الشرق الأوسط منذ 4000 عام على الأقل.
بعض الأطعمة ومستحضرات الطعام مطلوبة أو محظورة بموجب قوانين التدين أو الفقاعات، مثل قوانين التغذية الإسلامية وقوانين النظام الغذائي اليهودية.
يعد تبادل ثقافة الطهي أيضًا عاملاً مهمًا للمطبخ في العديد من المناطق: جاء أول تعرض اليابان الكبير والمباشر للغرب مع وصول المبشرين الأوروبيين في النصف الثاني من القرن السادس عشر. في ذلك الوقت، أدى الجمع بين تقنيات القلي باللعبة الإسبانية والبرتغالية مع طريقة شرق آسيوية لطهي الخضار بالزيت إلى تطوير طبق التمبورا، وهو «الطبق الياباني الشهير الذي يتم فيه تغطية المأكولات البحرية والعديد من أنواع الخضروات المختلفة بالخليط والعميق. المقلية».

## تاريخ

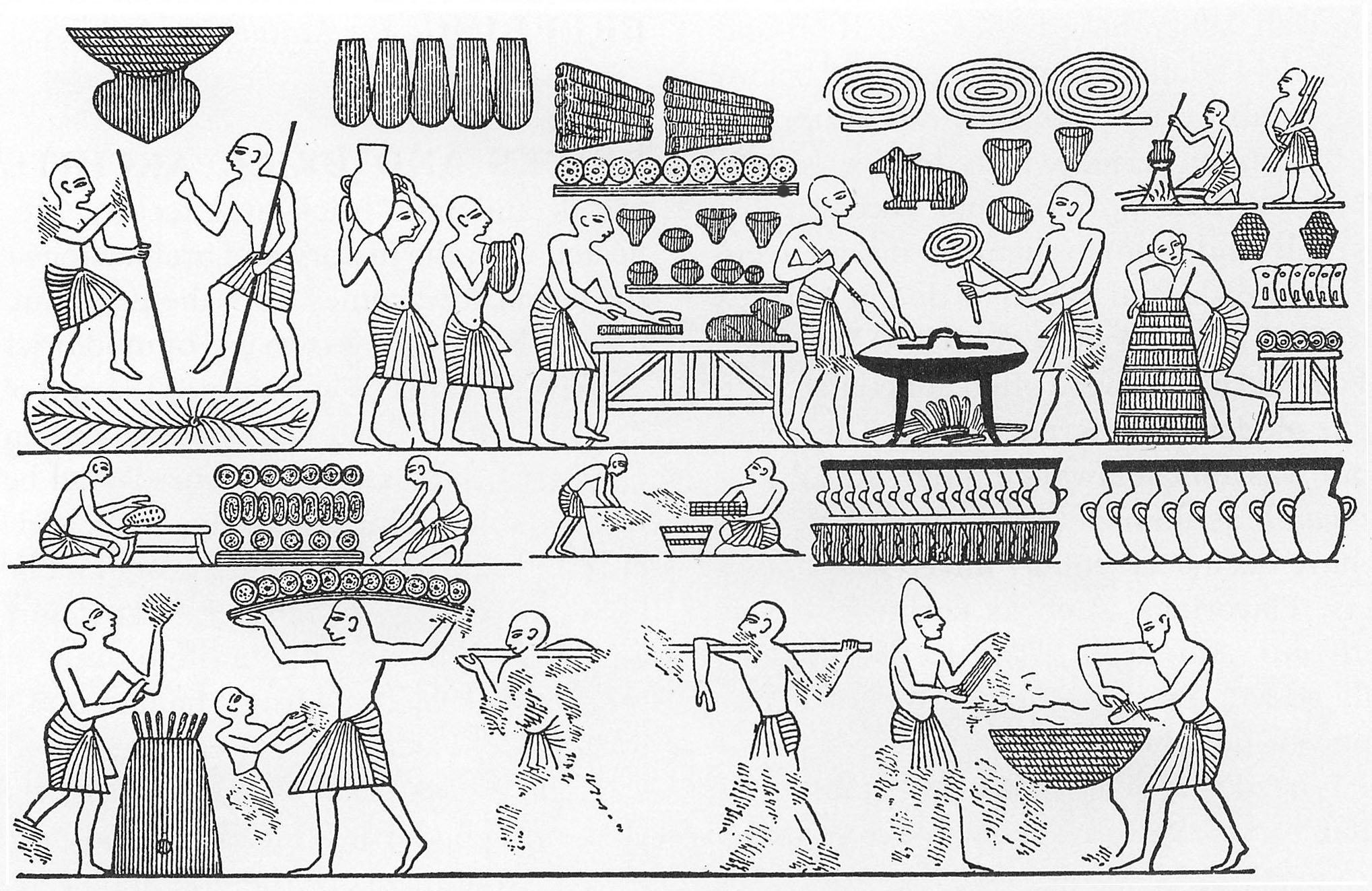
المطبخ المصري القديم : المخبز الملكي. مقبرة رمسيس الثالث وادي الملوك

يعود تاريخ المطبخ إلى العصور القديمة. عندما بدأ الطعام يتطلب المزيد من التخطيط، كان هناك ظهور للوجبات التي تدور حول الثقافة.

## تطور المطبخ

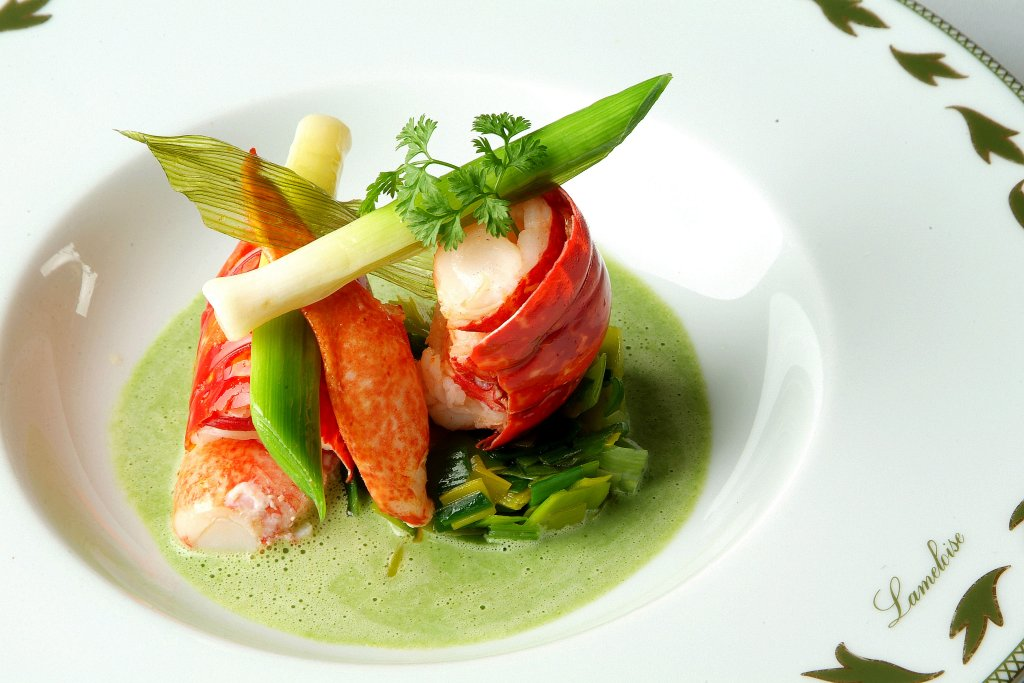
مثال على عرض المطبخ الجديد. يتكون هذا الطبق من منقع جراد على جازباتشو الهليون والجرجير.

تتطور المأكولات باستمرار، ويتم إنشاء المأكولات الجديدة من خلال الابتكار والتفاعل الثقافي. أحد الأمثلة الحديثة هو المطبخ الانصهار ، الذي يجمع بين عناصر من تقاليد الطهي المختلفة بينما لا يتم تصنيفها حسب نمط مطبخ واحد، ويشير عمومًا إلى الابتكارات في العديد من مطابخ المطاعم المعاصرة منذ سبعينيات القرن الماضي. مطبخ Nouvelle (مطبخ جديد) هو نهج للطهي وتقديم الطعام في المطبخ الفرنسي الذي اشتهر في الستينيات من قبل نقاد الطعام Henri Gault ، الذي اخترع العبارة، وزملاؤه André Gayot وChristian Millau في دليل مطعم جديد، غولت ميلاو ، أو دليل Le Nouveau .  المطبخ الجزيئي ، هو أسلوب طهي حديث يستفيد من العديد من الابتكارات التقنية من التخصصات العلمية (الطبخ الجزيئي). تمت صياغة هذا المصطلح في عام 1999 من قبل الكيميائي الفرنسي INRA Hervé هذا لأنه أراد تمييزه عن اسم فن الطهو الجزيئي (نشاط علمي) الذي قدمه هو وعالم الفيزياء الراحل أكسفورد نيكولاس كورتي في عام 1988. تم تسميته أيضًا بالطهي متعدد الحواس والمطبخ الحديث وفيزياء الطهي والمأكولات التجريبية من قبل بعض الطهاة. إلى جانب ذلك، تجلب التجارة الدولية مواد غذائية جديدة بما في ذلك المكونات إلى المأكولات الحالية وتؤدي إلى تغييرات. إدخال الفلفل الحار إلى الصين من أمريكا الجنوبية حول نهاية 17 قرن، والتأثير بشكل كبير المطبخ سيتشوان ، والذي يجمع بين الطعم الأصلي (مع استخدام سيتشوان الفلفل ) مع طعم الفلفل الحار أدخلت حديثا ويخلق فريدة من نوعها بسوء 麻辣) نكهة مخدرة لاذعة وحارة.

## مطبخ عالمي
المطبخ العالمي هو مطبخ يتم ممارسته حول العالم. يعد المطبخ أسلوبًا مميزًا لممارسات وتقاليد الطهي  وغالبًا ما يرتبط بمنطقة أو دولة معينة  أو ثقافة. لكي تصبح مطبخًا عالميًا، يجب أن ينتشر المطبخ المحلي أو الإقليمي أو الوطني في جميع أنحاء العالم، ويتم تقديم طعامه في جميع أنحاء العالم. كانت هناك تحسينات وتطورات كبيرة خلال القرن الماضي في حفظ الأغذية وتخزينها وشحنها وإنتاجها، واليوم أصبح بإمكان العديد من البلدان والمدن والمناطق الوصول إلى مطابخها التقليدية والعديد من المأكولات العالمية الأخرى.

### آسيا

#### الصين

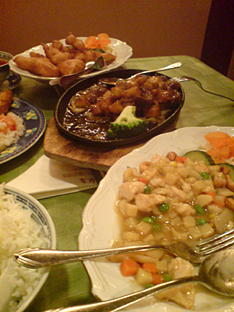
الطعام الصيني في السويد

أصبح المطبخ الصيني منتشرًا في أنحاء كثيرة من العالم من آسيا إلى الأمريكتين وأستراليا وأوروبا الغربية وجنوب إفريقيا. في السنوات الأخيرة، انتشر خبراء المطبخ الصيني أيضًا في أوروبا الشرقية وجنوب آسيا. يعد المطبخ الصيني الأمريكي والطعام الكندي الصيني من الأمثلة الشائعة على الأصناف المحلية. سيتم اعتماد المكونات المحلية مع الحفاظ على الأسلوب وتقنية التحضير.
تشمل المأكولات الصينية التقليدية أنهوي، والكانتونية، وفوجيان، وهونان، وجيانغسو، وشاندونغ ، وسيشوان، وتشجيانغ،  وكلها محددة ووصفت حسب المناطق المعنية داخل الصين حيث تطورت. يشار إلى هذه المأكولات الإقليمية أحيانًا باسم «تقاليد الطهي الثمانية في الصين». يساهم عدد من الأساليب المختلفة في المطبخ الصيني، ولكن ربما يكون المطبخ الصيني الأكثر شهرة والأكثر تأثيرًا هو مطبخ سيشوان وشاندونغ وجيانغسو وغوانغدونغ  تتميز هذه الأنماط عن بعضها البعض بسبب عوامل مثل الموارد المتاحة والمناخ والجغرافيا والتاريخ وتقنيات الطبخ ونمط الحياة. تعتمد العديد من المأكولات الإقليمية الصينية التقليدية على الأساليب الأساسية لحفظ الطعام مثل التجفيف والتمليح والتخليل والتخمير.

#### الهند
ساهم المطبخ الهندي في تشكيل تاريخ العلاقات الدولية ؛ غالبًا ما يستشهد المؤرخون بتجارة التوابل بين الهند وأوروبا باعتبارها الحافز الأساسي لعصر الاكتشاف في أوروبا. تم شراء التوابل من الهند وتداولها في جميع أنحاء أوروبا وآسيا. كما كان لها تأثير كبير على المأكولات العالمية، لا سيما تلك الموجودة في جنوب شرق آسيا والجزر البريطانية ومنطقة البحر الكاريبي . ساعد استخدام التوابل والأعشاب ومنتجات الخضار الهندية في تشكيل مطابخ العديد من البلدان حول العالم.

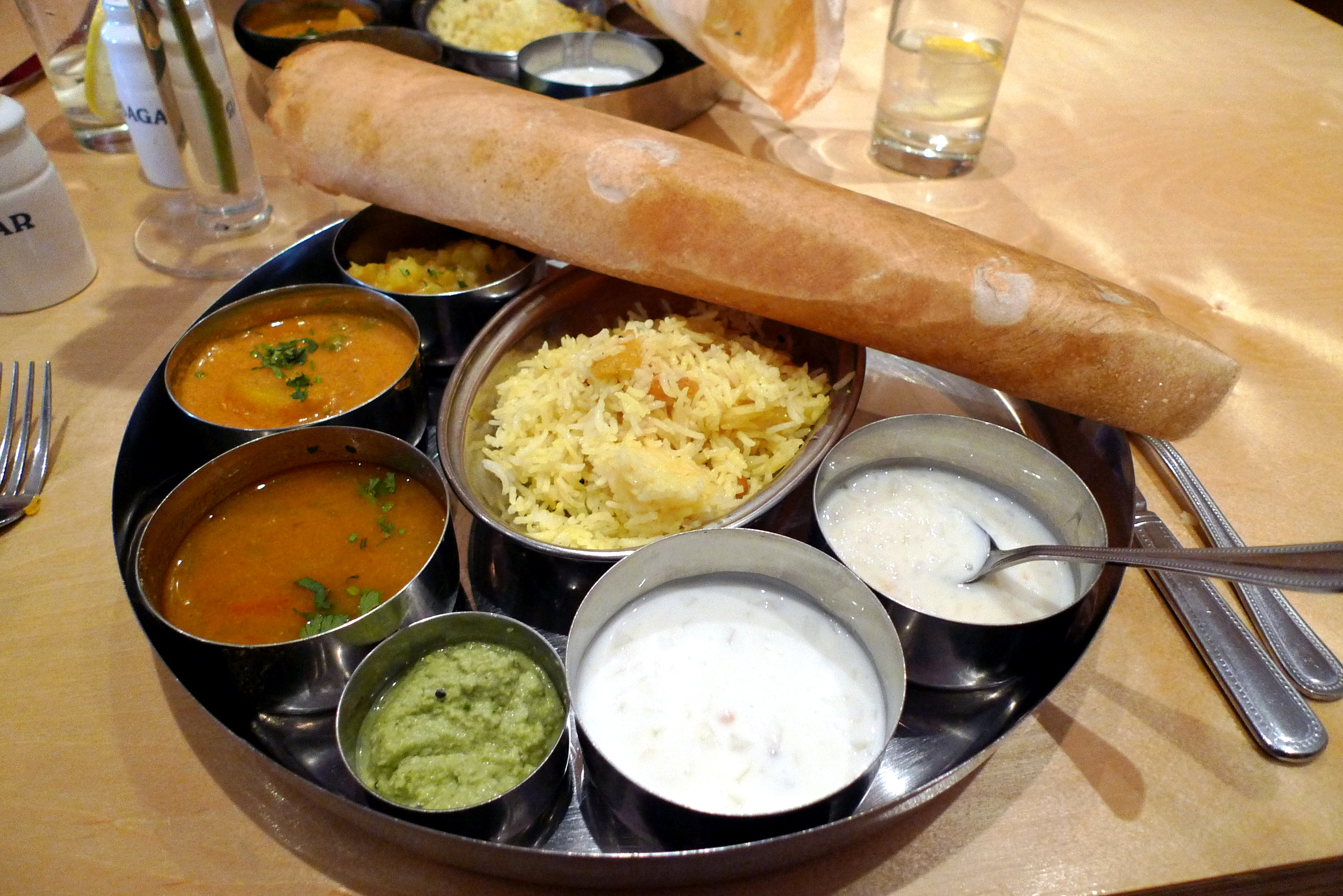
المطبخ الهندي في المملكة المتحدة

يتكون المطبخ الهندي من الأطعمة والأطباق الهندية (وإلى حد ما البلدان المجاورة) ، ويتميز بالاستخدام المكثف للتوابل الهندية  والخضروات المزروعة في جميع أنحاء الهند والأعشاب  والخضروات  والفواكه، وهو معروف أيضًا بممارسة النباتية على نطاق واسع في المجتمع الهندي. يتم تصنيف المطبخ الهندي في المقام الأول على المستوى الإقليمي، ولكن أيضًا على مستوى المقاطعات. تنبع الاختلافات في المطبخ من الثقافات المحلية المختلفة والمواقع الجغرافية (سواء كانت المنطقة قريبة من البحر أو الصحراء أو الجبال) والاقتصاد. المطبخ الهندي موسمي أيضًا ويستخدم المنتجات الطازجة.
مطبخ الهند متنوع للغاية حيث تحتوي كل ولاية على طبق طعام مختلف تمامًا. تم تشكيل تطور هذه المأكولات من خلال المعتقدات الهندوسية والجينية، ولا سيما النظام النباتي الذي يعد اتجاهًا غذائيًا شائعًا في المجتمع الهندي. كان هناك أيضًا تأثير إسلامي من سنوات حكم سلطنة موغال ودلهي، بالإضافة إلى التفاعلات الفارسية على مطبخ شمال الهند وديكاني. كان المطبخ الهندي وما زال يتطور، نتيجة للتفاعلات الثقافية للأمة مع المجتمعات الأخرى. كما لعبت الأحداث التاريخية مثل الغزوات الأجنبية والعلاقات التجارية والاستعمار دورًا مهمًا في إدخال أنواع معينة من الأطعمة وعادات الأكل إلى البلاد. على سبيل المثال، البطاطس، وهي عنصر أساسي في النظام الغذائي في شمال الهند، تم إحضارها إلى الهند من قبل البرتغاليين، الذين أدخلوا أيضًا الفلفل الحار وفاكهة الخبز من بين أشياء أخرى. تم شراء التوابل من الهند وتداولها في مقابل المطاط والأفيون من ملقا. وقد أثرت أيضًا على مطابخ أخرى في جميع أنحاء العالم، لا سيما تلك الموجودة في جنوب شرق آسيا والجزر البريطانية ومنطقة البحر الكاريبي.

## مطابخ إقليمية
يمكن أن تختلف المأكولات الإقليمية بناءً على توافر واستخدام مكونات معينة، وتقاليد وممارسات الطهي المحلية، فضلاً عن الاختلافات الثقافية الشاملة.  يمكن أن تكون هذه العوامل موحدة إلى حد ما عبر مساحات واسعة من الأراضي، أو تختلف بشكل مكثف داخل المناطق الفردية. على سبيل المثال، في أمريكا الوسطى والشمالية الجنوبية، تعتبر الذرة ( الذرة )، سواء كانت طازجة أو مجففة، غذاء أساسيًا، وتستخدم بعدة طرق مختلفة. في شمال أوروبا، يسود القمح والجاودار والدهون من أصل حيواني، بينما ينتشر زيت الزيتون في جنوب أوروبا في كل مكان والأرز أكثر انتشارًا. في إيطاليا، يتناقض مطبخ الشمال، الذي يتميز بالزبدة والأرز، مع مطبخ الجنوب، مع مكرونة القمح وزيت الزيتون. في بعض أجزاء الصين، يعتبر الأرز هو العنصر الأساسي، بينما يتم ملء هذا الدور في أجزاء أخرى من المعكرونة والخبز. في جميع أنحاء الشرق الأوسط والبحر الأبيض المتوسط، تشمل المكونات الشائعة لحم الضأن وزيت الزيتون والليمون والفلفل والأرز. إن النباتية التي تمارس في معظم أنحاء الهند جعلت البقول (المحاصيل التي تحصد فقط من أجل البذور الجافة) مثل الحمص والعدس مهمة مثل القمح أو الأرز. من الهند إلى إندونيسيا، يعتبر الاستخدام المكثف للتوابل سمة مميزة ؛ كما يتم استخدام جوز الهند والمأكولات البحرية في جميع أنحاء المنطقة كمواد غذائية وكتوابل .

### مطبخ أفريقي
تستخدم المأكولات الأفريقية مزيجًا من الفواكه والحبوب والخضروات المتوفرة محليًا، بالإضافة إلى منتجات الألبان واللحوم. في بعض أجزاء القارة، يتميز النظام الغذائي التقليدي بغالبية كبيرة من الحليب واللبن الرائب ومنتجات مصل اللبن. ومع ذلك، في كثير من المناطق الاستوائية في أفريقيا، يعتبر حليب البقر نادرًا ولا يمكن إنتاجه محليًا (بسبب الأمراض المختلفة التي تصيب الماشية). ينعكس التركيب الديموغرافي المتنوع للقارة في العديد من عادات الأكل والشرب المختلفة، والأطباق، وتقنيات التحضير لسكانها المتنوعين.

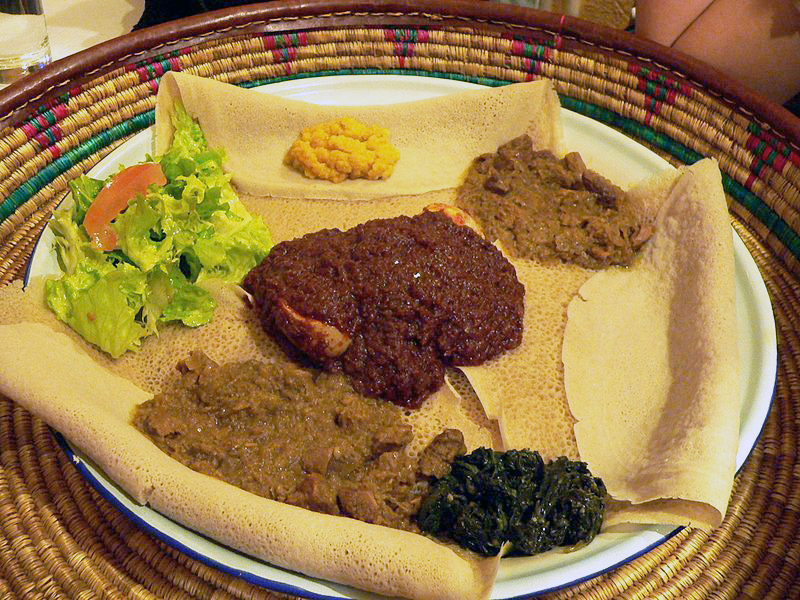
المطبخ  [لغات أخرى]‏ الإثيوبي والإريتري النموذجي: إنجيرا (خبز رقيق يشبه الفطيرة) وعدة أنواع من وات (يخنة)
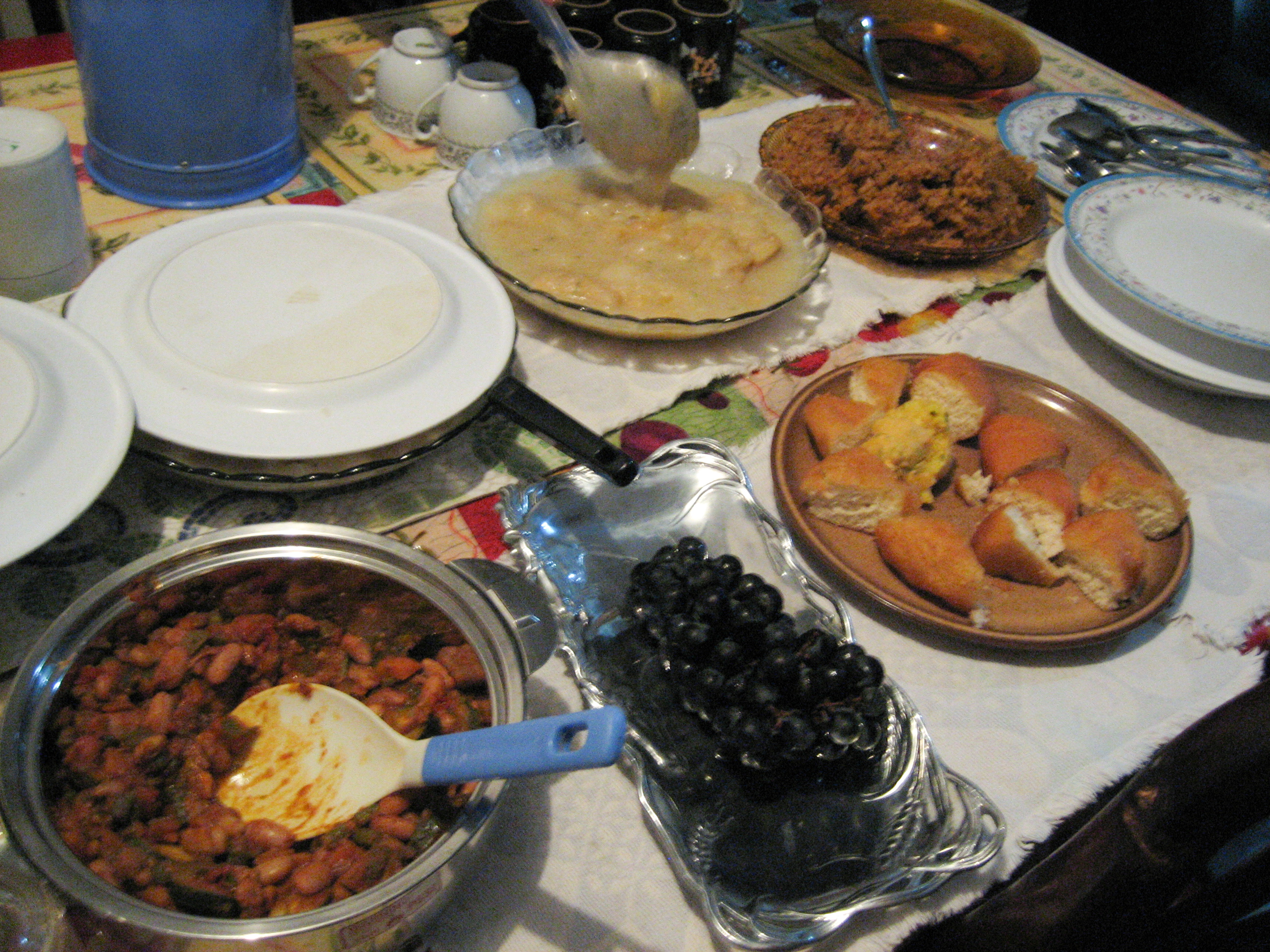
A رمضان عشاء في تنزانيا
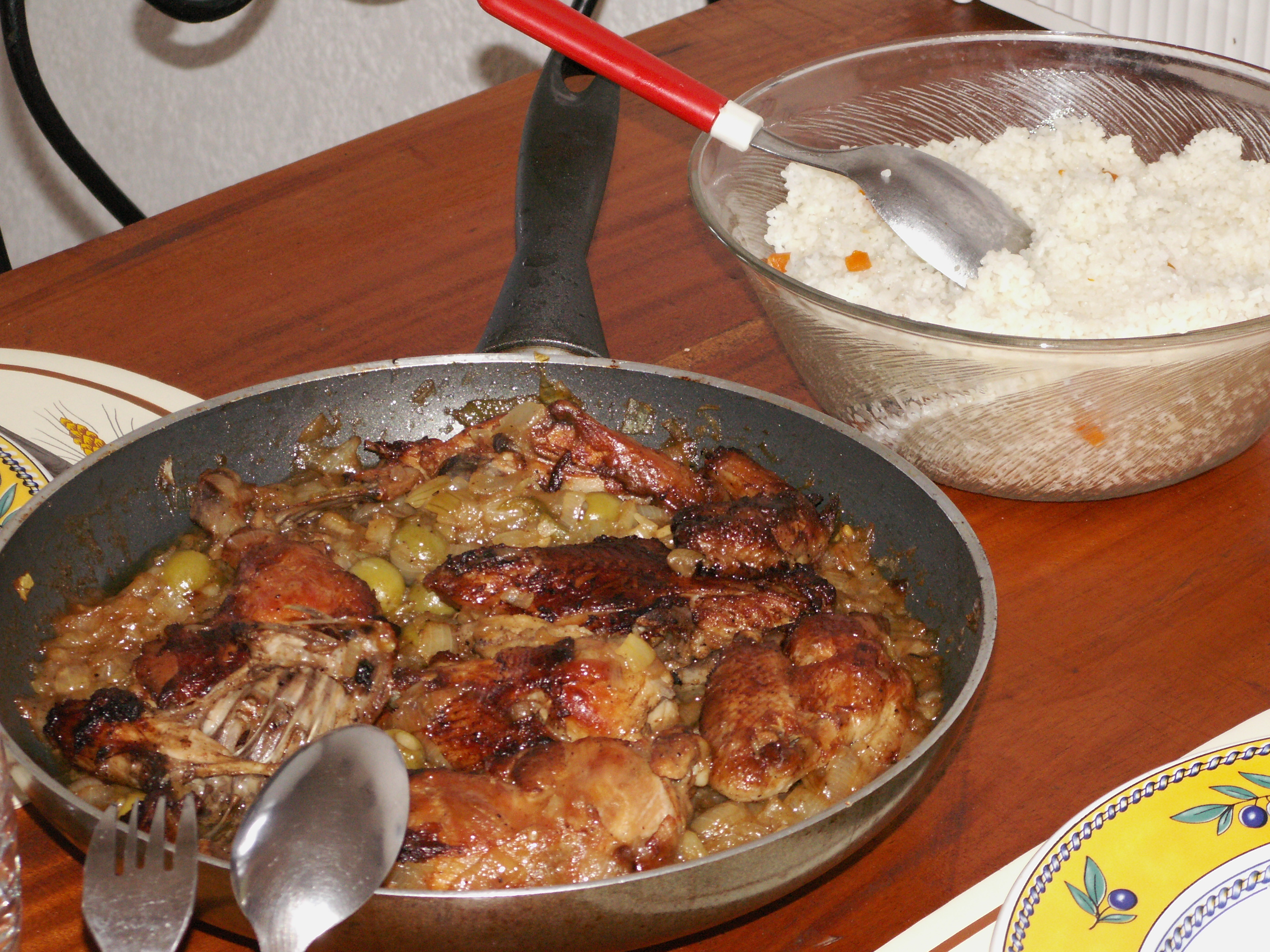
ياسا هو طبق شهير في جميع أنحاء غرب إفريقيا يتم إعداده بالدجاج أو السمك . الدجاج ياسا في الصورة.
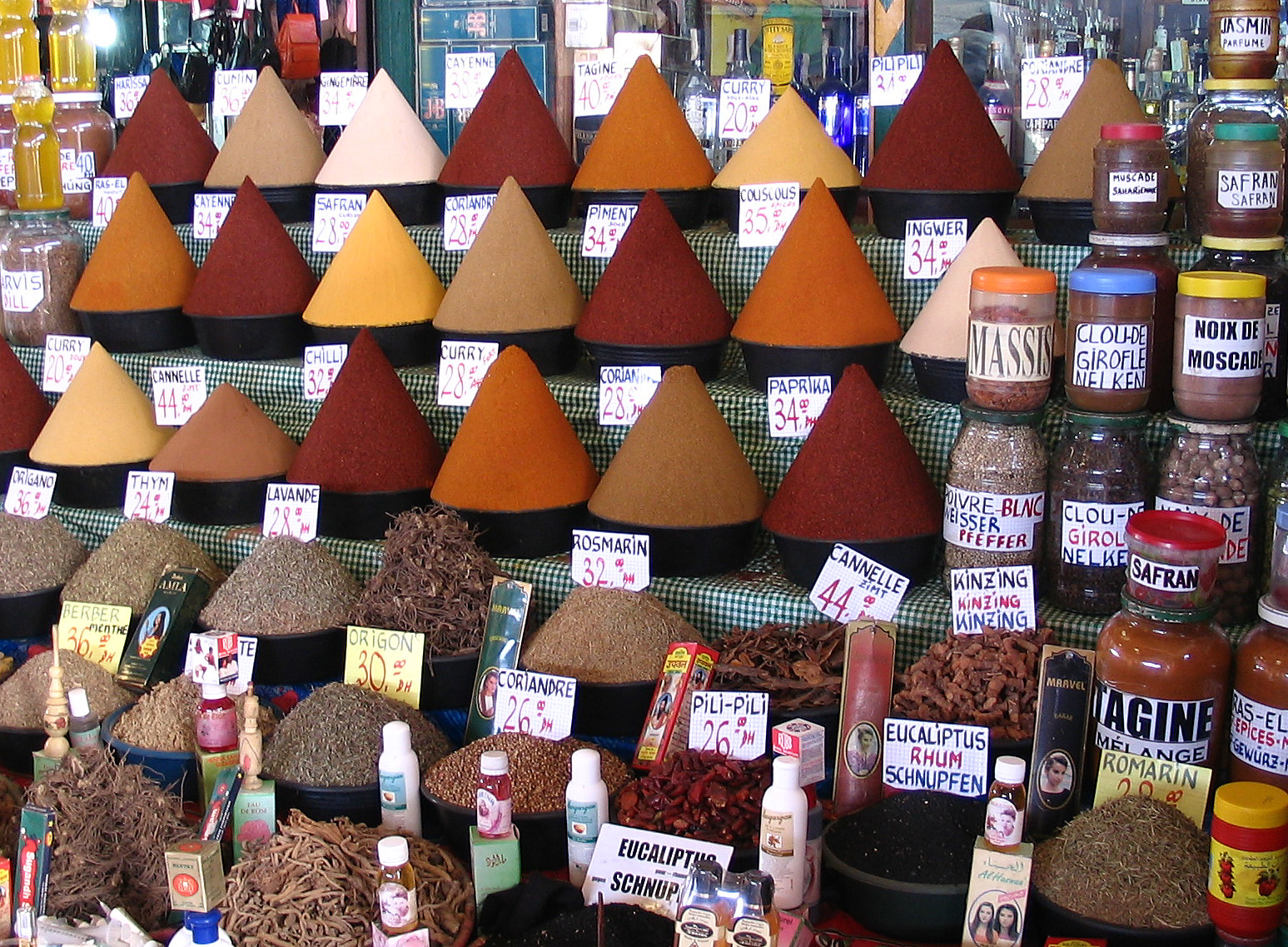
بهارات في السوق المركزي بأكادير ، المغرب

### المأكولات الآسيوية
المطابخ الآسيوية كثيرة ومتنوعة، وتشمل مطبخ شرق آسيا ومأكولات جنوب آسيا ومأكولات جنوب شرق آسيا ومأكولات آسيا الوسطى ومأكولات غرب آسيا. تشمل المكونات الشائعة في شرق آسيا وجنوب شرق آسيا (بسبب التأثير الصيني في الخارج ) الأرز، والزنجبيل، والثوم، وبذور السمسم، والفلفل الحار، والبصل المجفف، وفول الصويا، والتوفو، مع القلي السريع، والبخار، والقلي العميق من طرق الطهي الشائعة. في حين أن الأرز شائع في معظم المأكولات الإقليمية في آسيا، إلا أن هناك أنواعًا مختلفة شائعة في المناطق المختلفة: الأرز البسمتي شائع في جنوب آسيا، وأرز الياسمين في جنوب شرق آسيا، والأرز طويل الحبة في الصين والأرز قصير الحبة في اليابان وكوريا . يعتبر الكاري أيضًا عنصرًا شائعًا في جنوب آسيا وجنوب شرق آسيا وشرق آسيا (لا سيما الكاري الياباني )؛ ومع ذلك، فهي لا تحظى بشعبية في مطابخ غرب آسيا وآسيا الوسطى. عادةً ما يكون لأطباق الكاري التي تعود أصولها إلى جنوب آسيا قاعدة من الزبادي، حيث تعود أصولها إلى جنوب شرق آسيا أساسًا من حليب جوز الهند، وفي شرق آسيا تحتوي على لحم مطهي وقاعدة نباتية. غالبًا ما يتميز مطبخ جنوب آسيا ومأكولات جنوب شرق آسيا باستخدامهما المكثف للتوابل والأعشاب الأصلية في المناطق الاستوائية في آسيا.

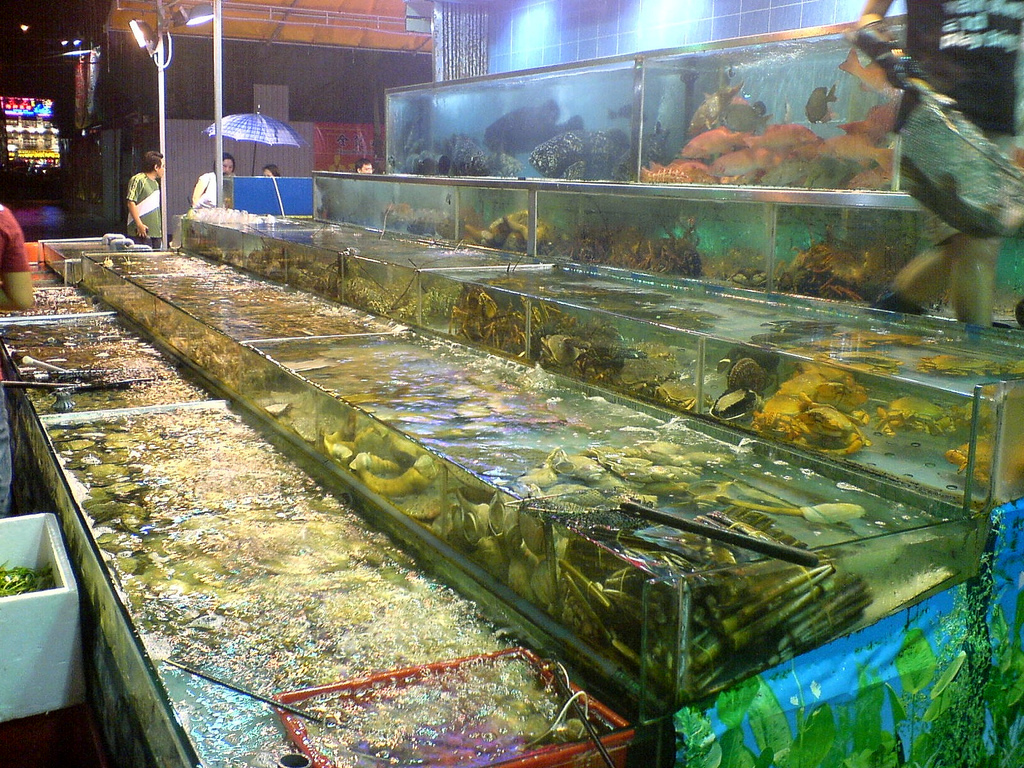
نظرًا لموقع جوانجدونج على الساحل الجنوبي للصين ، فإن المأكولات البحرية الحية الطازجة هي تخصص في المطبخ الكانتوني  [لغات أخرى]‏ . توجد مثل هذه الأسواق التي تبيع المأكولات البحرية في جميع أنحاء شرق آسيا .
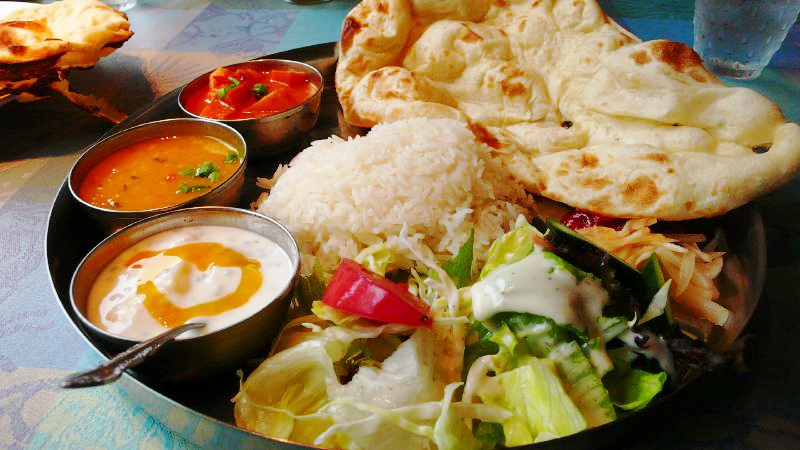
ثالي نباتي تقليدي من شمال الهند مع أطباق كاري مختلفة من الهند . تم العثور على أطباق الكاري المختلفة في جميع أنحاء جنوب آسيا .
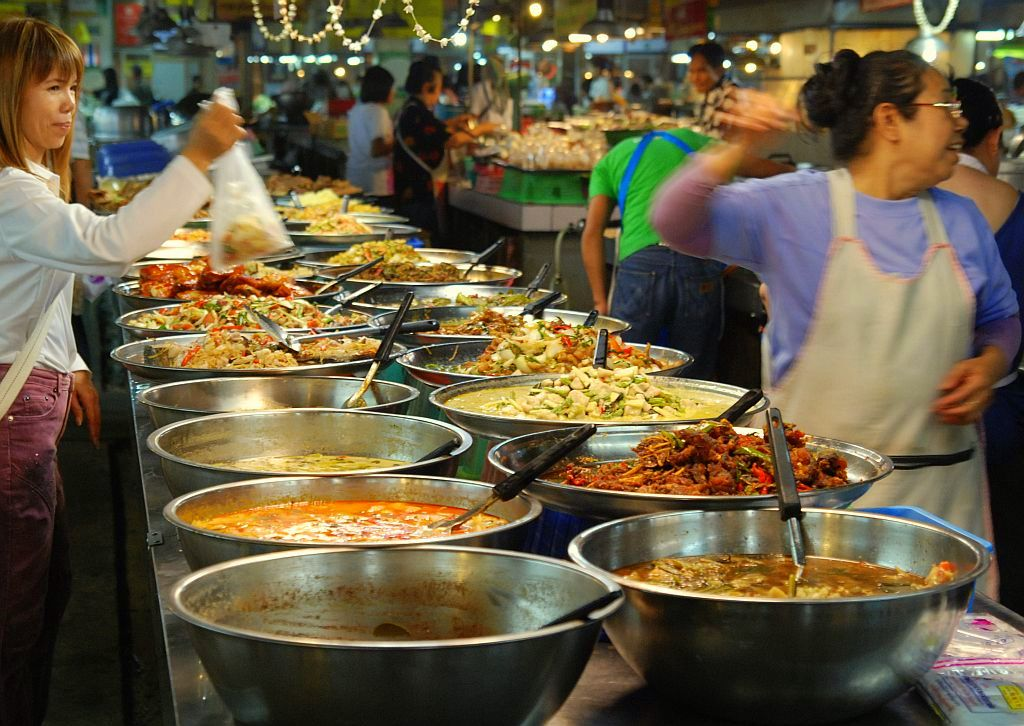
كشك في سوق ثانين في شيانغ ماي بتايلاند لبيع الأطعمة الجاهزة. توجد أكشاك بيع الطعام في جميع أنحاء جنوب شرق آسيا .
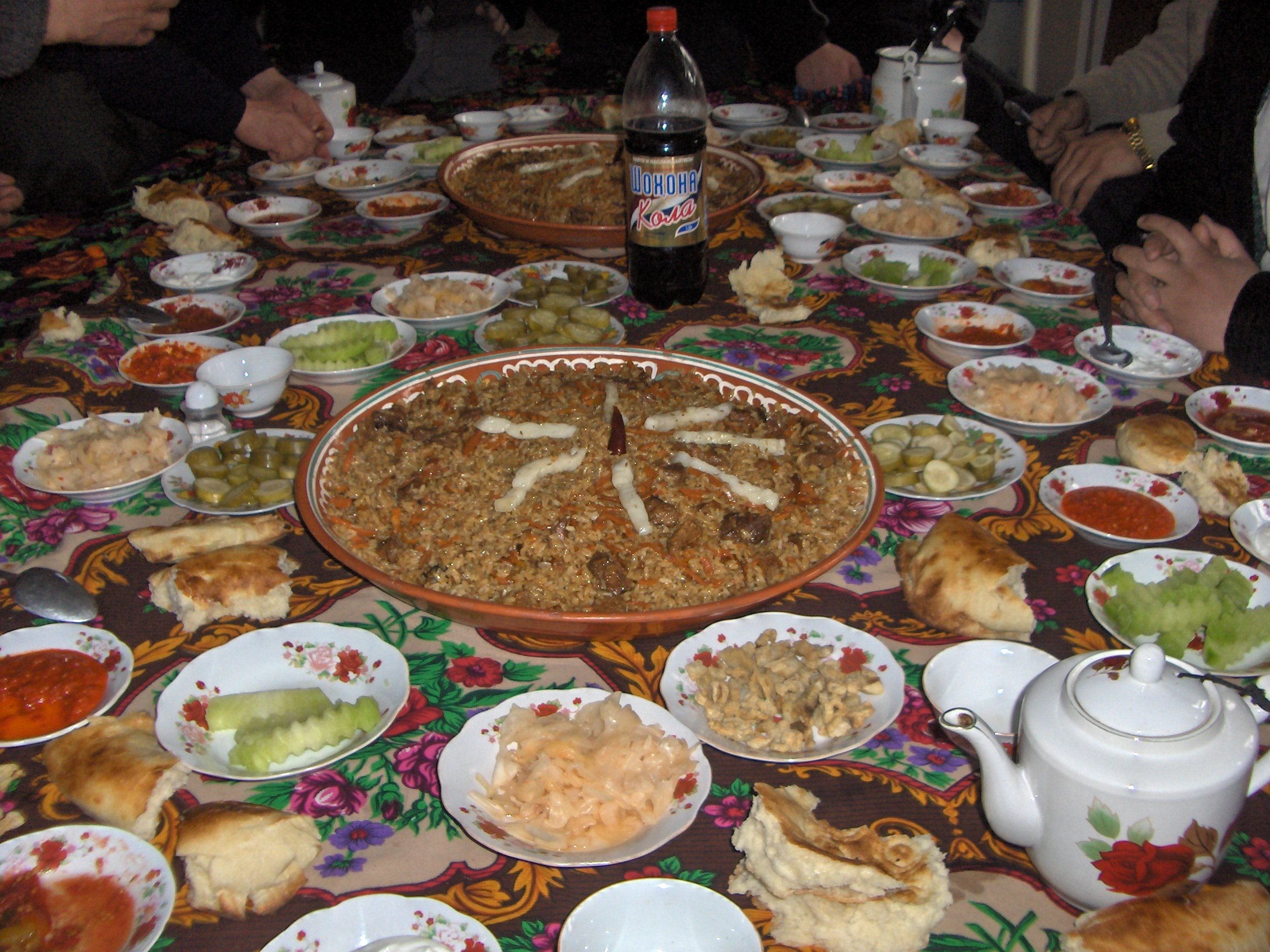
وليمة طاجيكية. عادة ما يرتبط العيد الكبير بثقافات آسيا الوسطى .
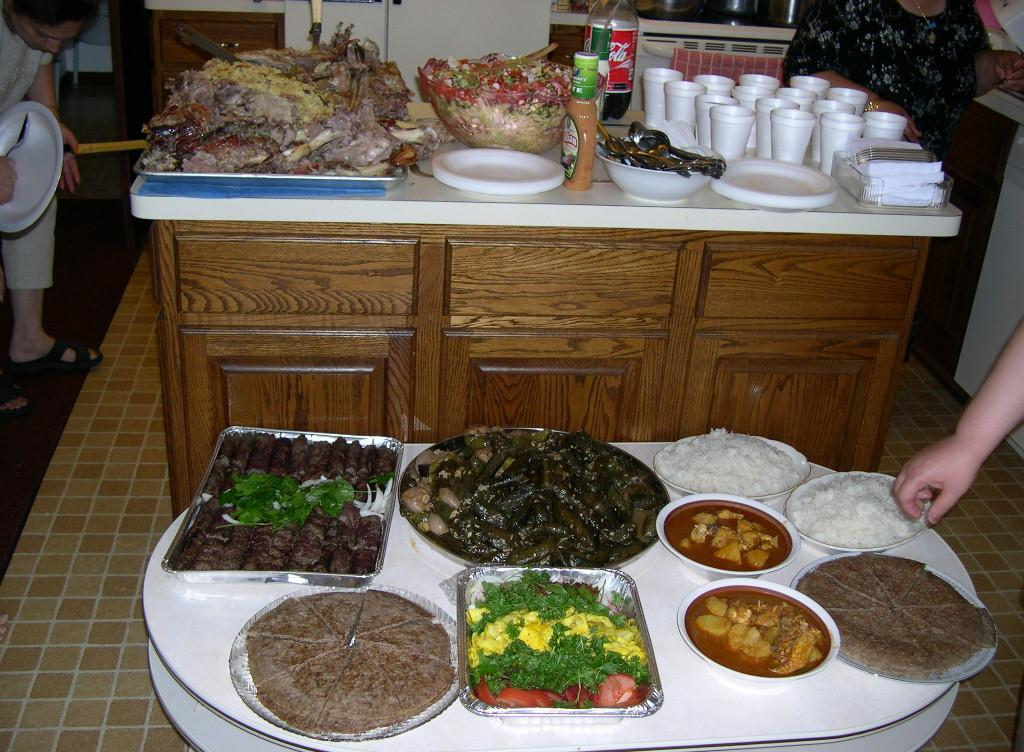
المطبخ الآشوري النموذجي. مثال على نوع من الوجبة الموجودة في غرب آسيا .

### المطبخ الأوروبي
تشمل المأكولات الأوروبية (بدلاً من ذلك، «المطبخ الغربي») مطابخ أوروبا والدول الغربية الأخرى. تشمل المأكولات الأوروبية أيضًا المأكولات غير الأصلية لأمريكا الشمالية وأستراليا وأوقيانوسيا وأمريكا اللاتينية. يستخدم هذا المصطلح من قبل الآسيويين الشرق على النقيض من شرق آسيا أساليب الطهي. عند استخدامه في اللغة الإنجليزية، قد يشير المصطلح بشكل أكثر تحديدًا إلى المطبخ في ( كونتيننتال ) أوروبا؛ في هذا السياق، المرادف هو المطبخ القاري، وخاصة في اللغة الإنجليزية البريطانية .

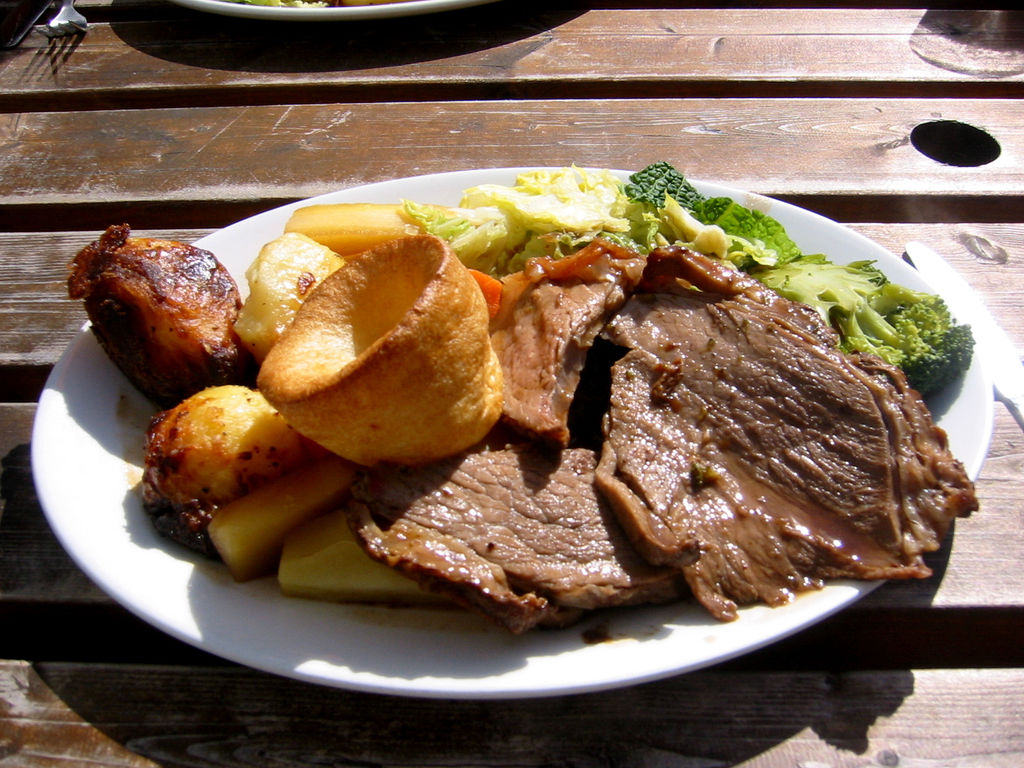
شواء إنجليزي يوم الأحد مع لحم بقري مشوي ، بطاطا مشوية ، خضروات وبودينغ يوركشاير
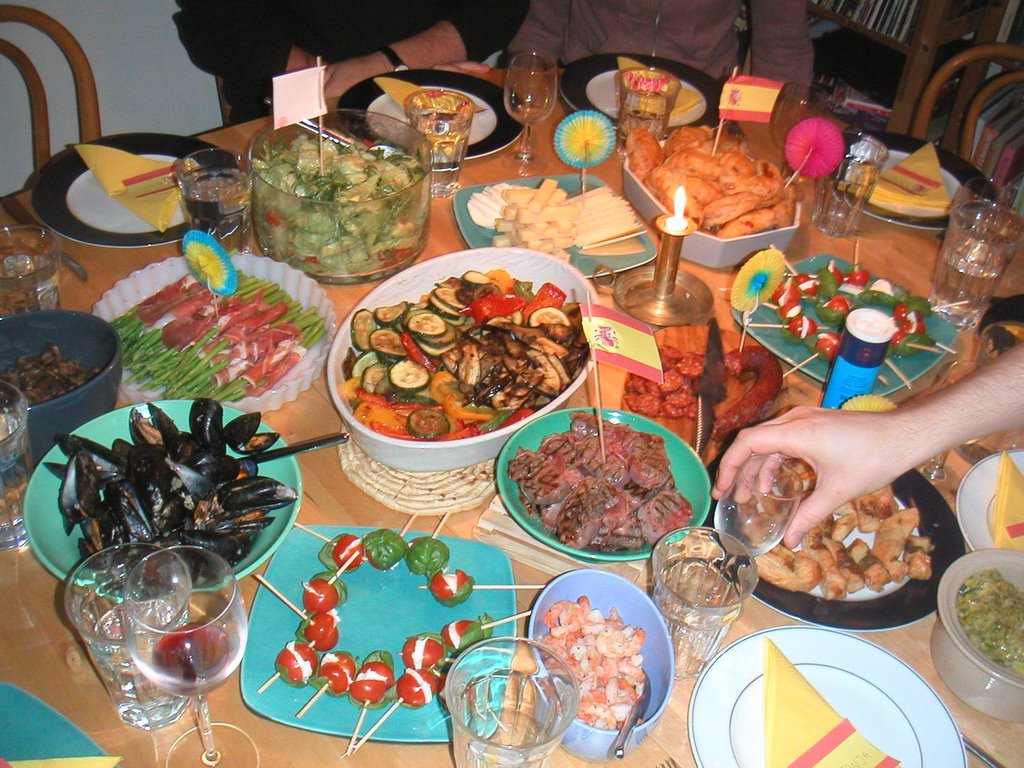
مجموعة متنوعة من المقبلات : مقبلات أو وجبات خفيفة في المطبخ الإسباني
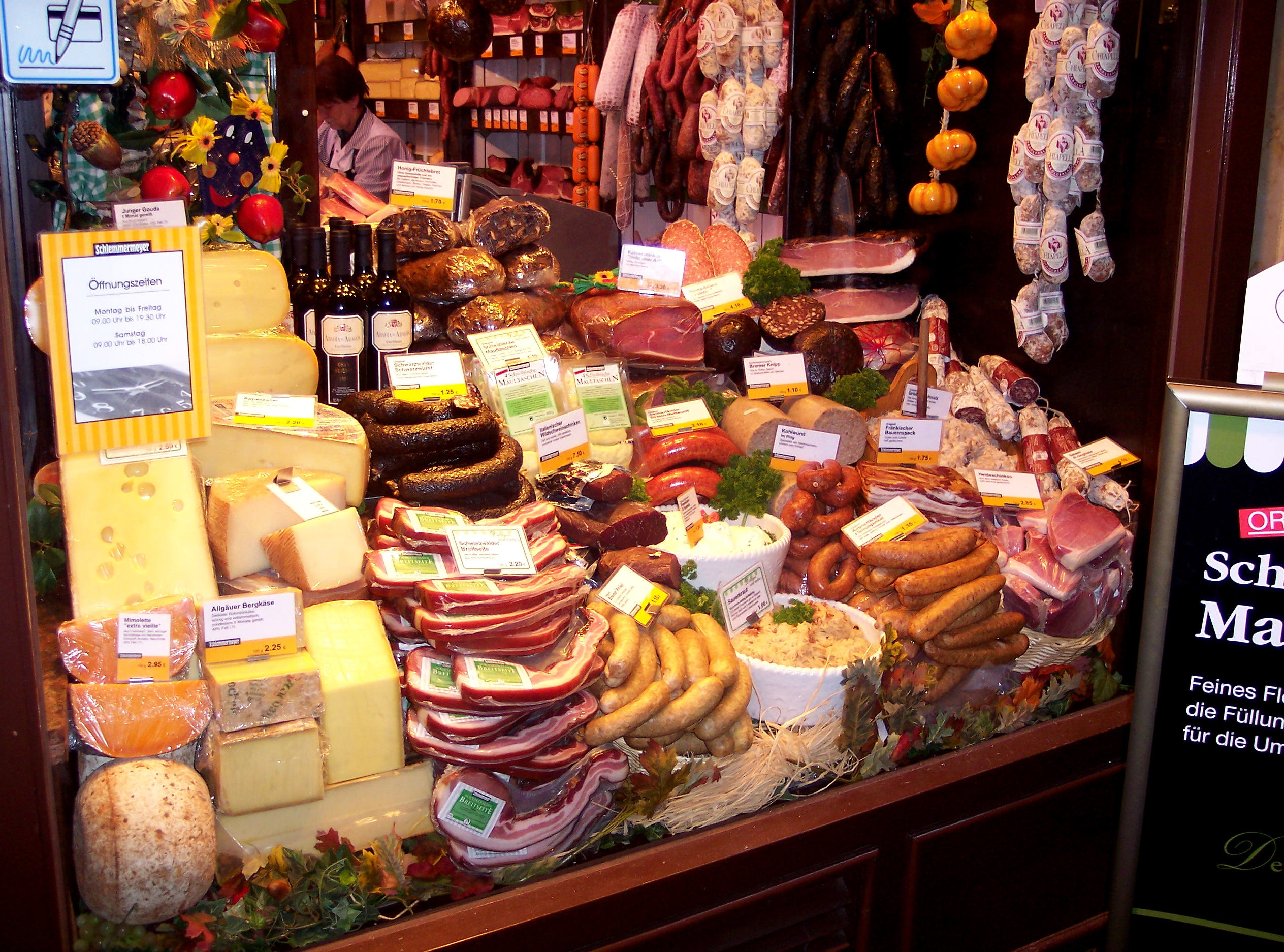
سجق وجبن الماني
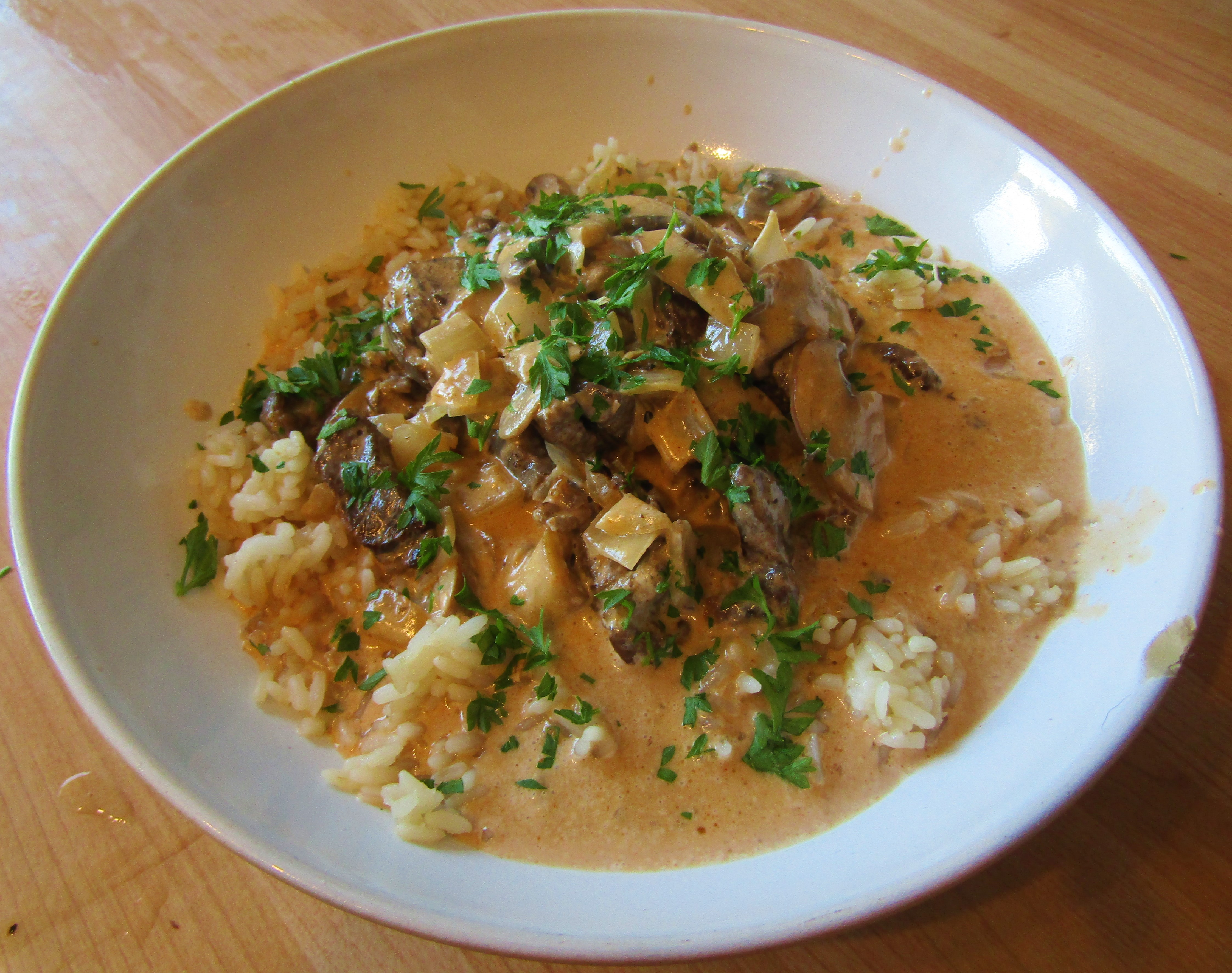
بيف ستروجانوف ، طبق روسي مشهور.

### مطبخ أوقيانوسيا
تشمل المأكولات الأوقيانوسية المأكولات الأسترالية والمأكولات النيوزيلندية والمأكولات من العديد من الجزر أو مجموعات الجزر الأخرى في جميع أنحاء أوقيانوسيا. يتكون المطبخ الأسترالي من المأكولات المشتقة من المهاجرين الأنجلو سلتيك ، وطعام بوش الذي أعده وأكله السكان الأصليون الأستراليون، والعديد من التأثيرات الآسيوية الأحدث. يتكون المطبخ النيوزيلندي أيضًا من أطباق مستوحاة من أوروبا، مثل بافلوفا ومأكولات الماوري الأصلية. عبر أوقيانوسيا، وتشمل المواد الغذائية وKumura ( البطاطا الحلوة ) وتارو، والتي كانت / هي العنصر الرئيسي من بابوا غينيا الجديدة إلى جنوب المحيط الهادئ. في معظم الجزر الواقعة في جنوب المحيط الهادئ، يتم استهلاك الأسماك على نطاق واسع بسبب قربها من المحيط.

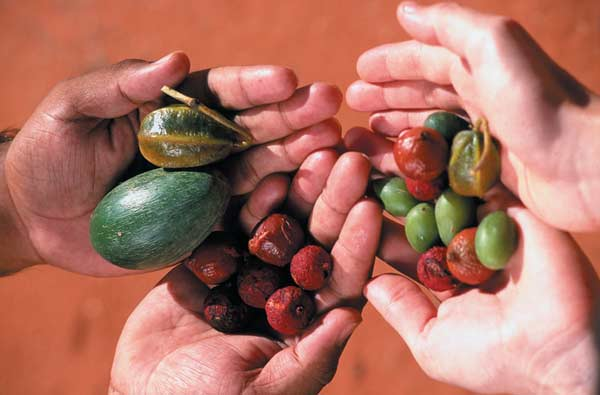
بوش تاكر  [لغات أخرى]‏ (أغذية الأدغال) يُحصد في حديقة أليس سبرينغز ديزرت بارك في أستراليا
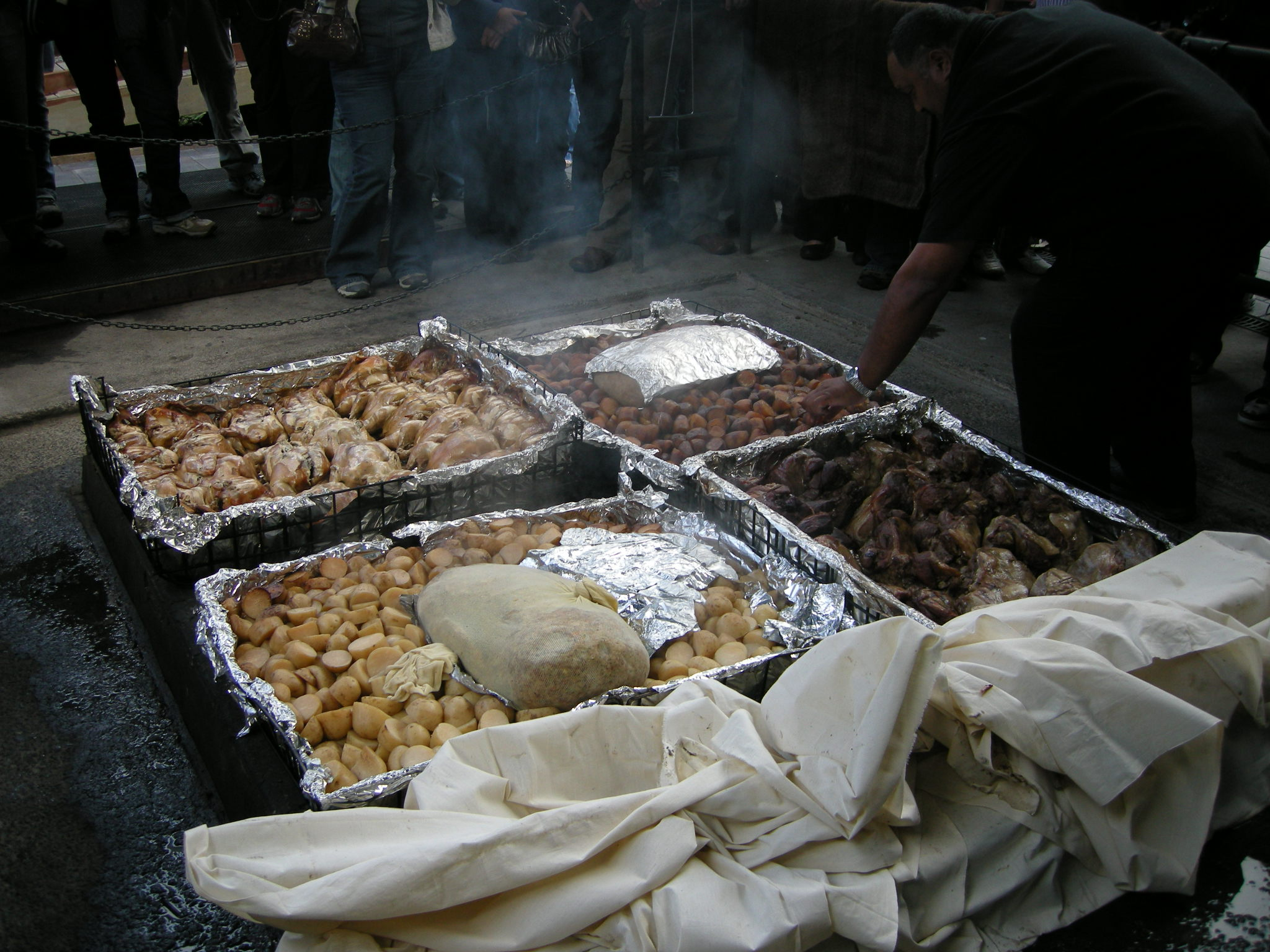
يتم تحضير هانجي ، وهي طريقة ماوري نيوزيلندية لطهي الطعام للمناسبات الخاصة باستخدام الصخور الساخنة المدفونة في فرن الحفرة.
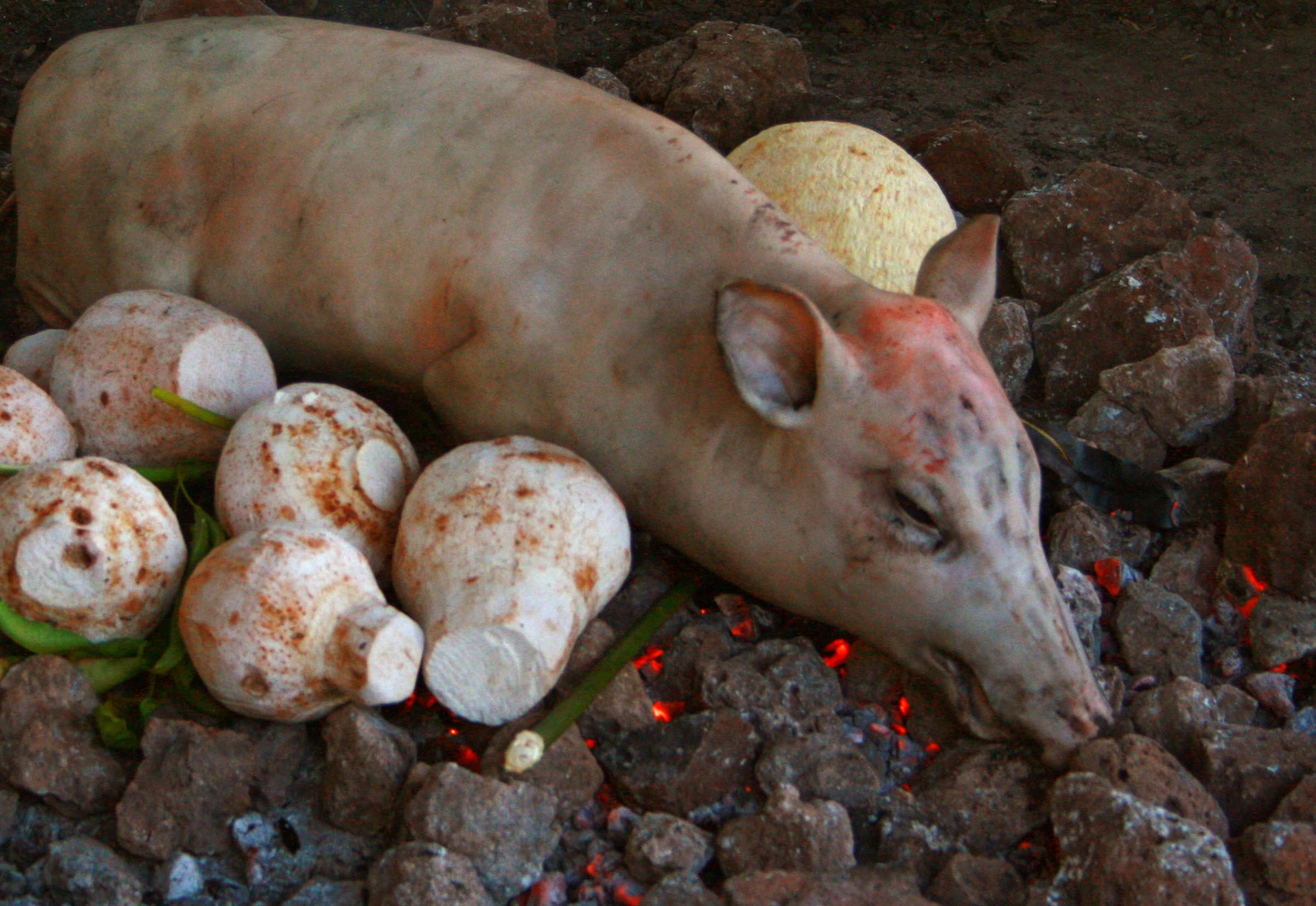
ساموا umu ، فرن الصخور الساخنة فوق الأرض

## المطابخ في الأمريكتين
تم العثور على مطابخ الأمريكتين عبر أمريكا الشمالية والجنوبية، وتستند إلى مطابخ البلدان التي جاء منها المهاجرون، وأوروبا في المقام الأول. ومع ذلك، فقد تم تكييف المطبخ الأوروبي التقليدي من خلال إضافة العديد من المكونات المحلية والمحلية، كما تمت إضافة العديد من التقنيات إلى الأطعمة التقليدية أيضًا. يتم إعداد المطبخ الأمريكي الأصلي من قبل السكان الأصليين في جميع أنحاء القارة، ويمكن رؤية تأثيراته على مطبخ أمريكا اللاتينية متعدد الأعراق. العديد من الأطعمة الأساسية التي يتم تناولها في جميع أنحاء القارة، مثل الذرة (الذرة) والفاصوليا والبطاطس لها أصول محلية. المأكولات الإقليمية هي مطبخ أمريكا الشمالية والمطبخ المكسيكي ومأكولات أمريكا الوسطى ومأكولات أمريكا الجنوبية والمأكولات الكاريبية .

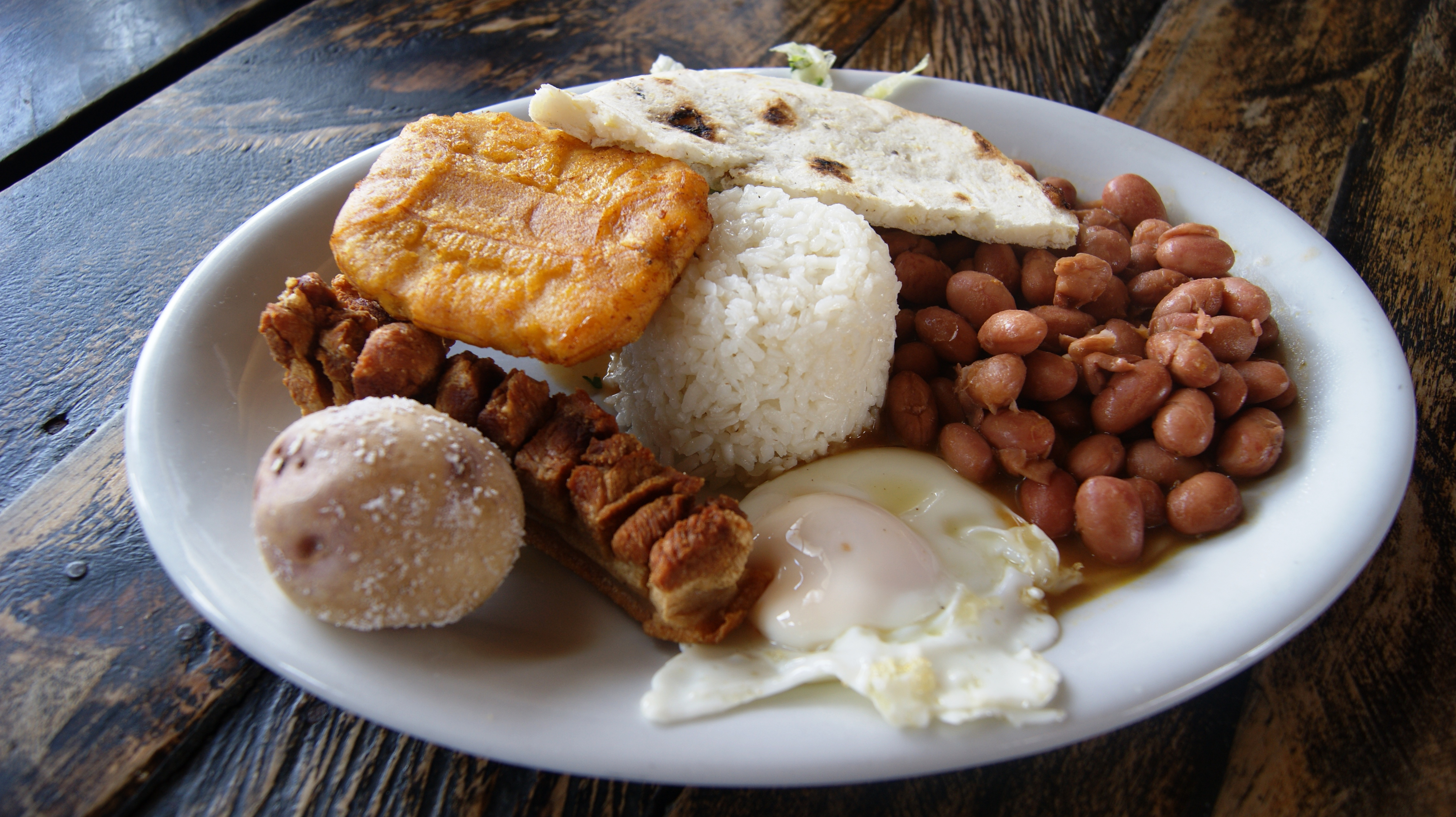
Bandeja paisa من Peñól de Guatapé في أنتيوكيا ، كولومبيا .
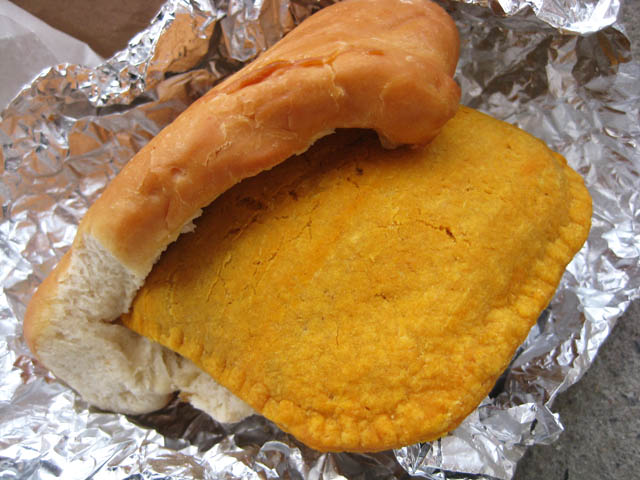
فطيرة جامايكية  [لغات أخرى]‏ ملفوفة بخبز الكاكاو  [لغات أخرى]‏ .
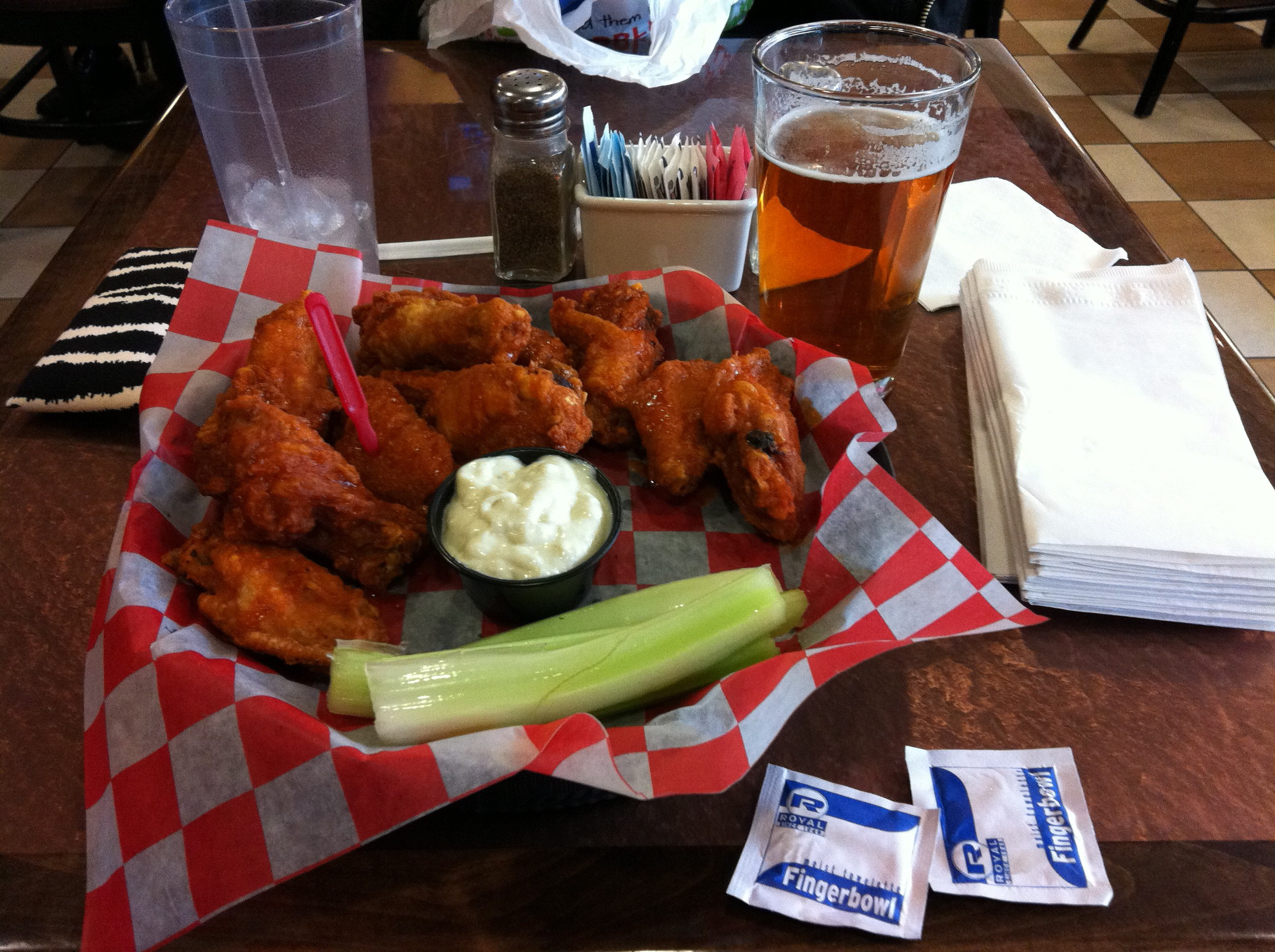
أجنحة بافلو مع صلصة الجبن الأزرق  [لغات أخرى]‏ ، تقدم مع بيرة اللاجر.
تاكو مليئة بعدة أنواع من اللحوم ، أبرزها اللحم البقري والدجاج ولحم الخنزير .

## معرض صور

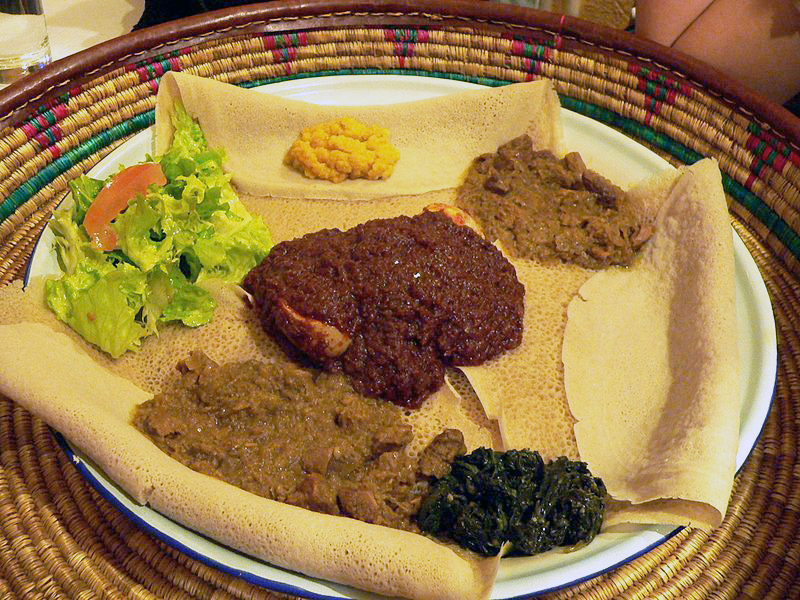
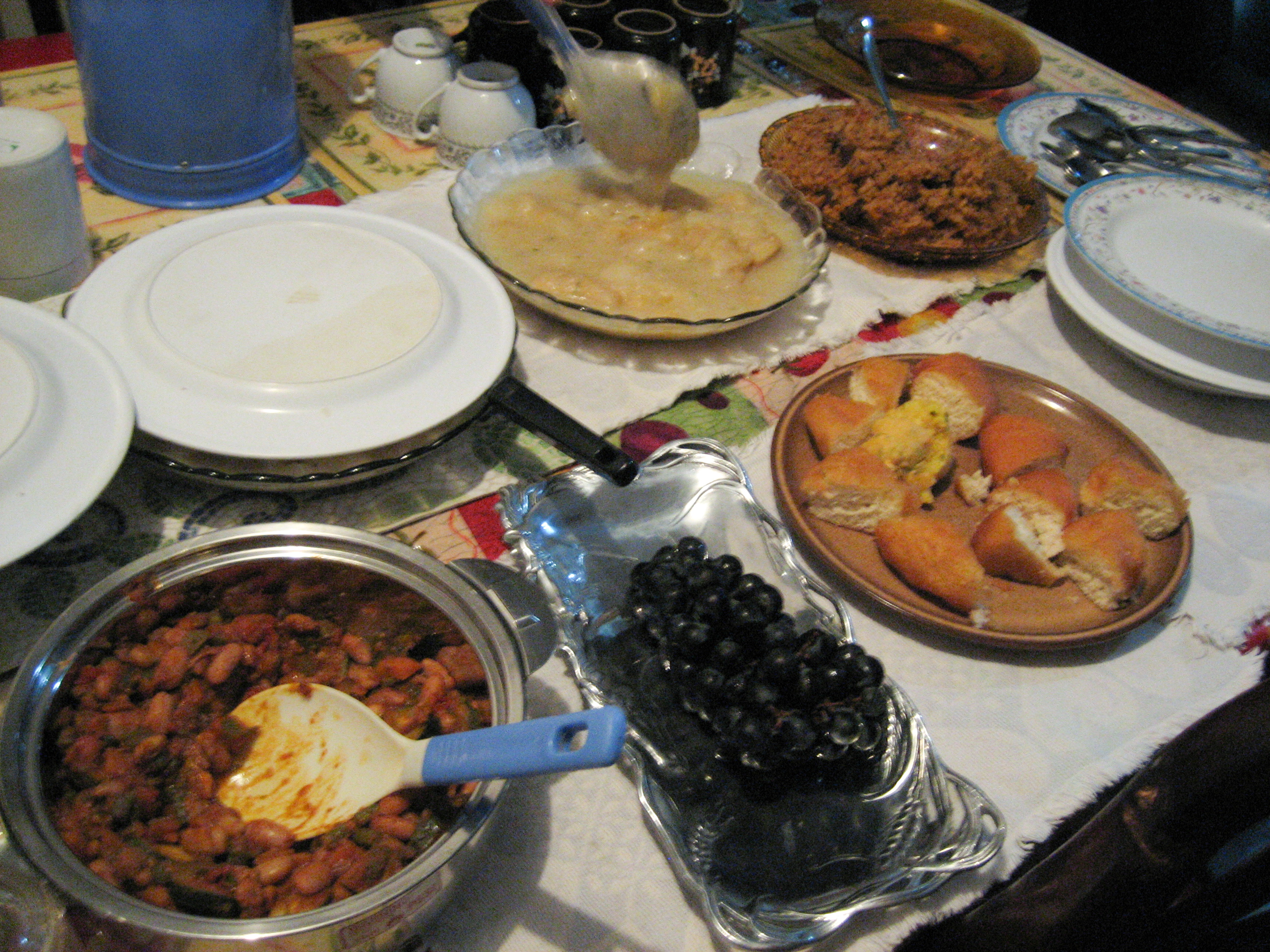
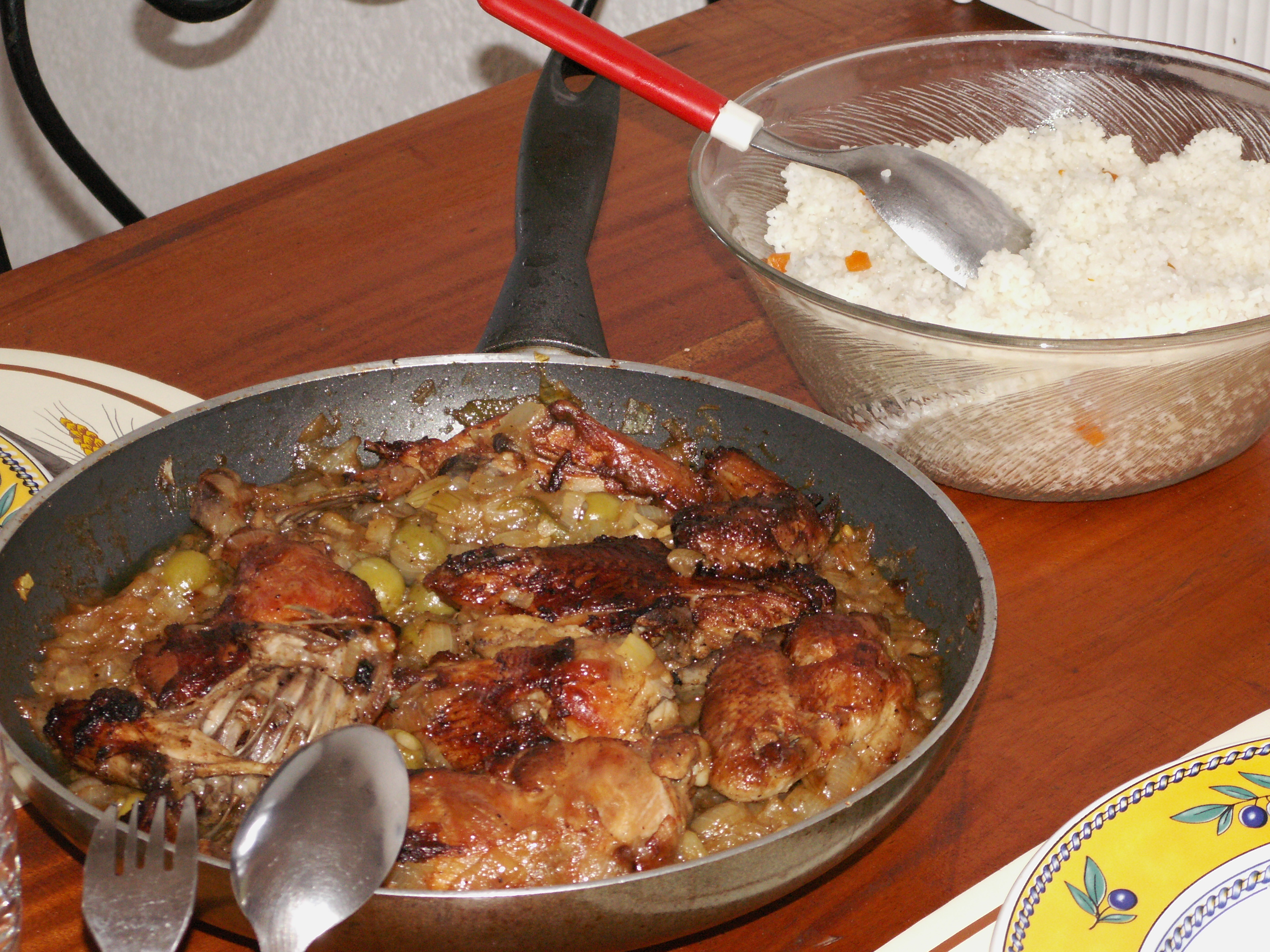

## روابط خارجية
- تحتوي مجموعة إليزابيث روبينز بينيل في مكتبة الكونغرس على العديد من المجلدات حول موضوع المطبخ.